# 辛克贵
辛克贵（1950年10月—2012年8月），中国土木工程专家，力学家和桥梁专家，曾任清华大学土木水利学院常务副院长，教授，博士生导师，全国政协委员。

## 生平
原籍四川成都，中国共产党员，1977年毕业于清华大学建筑工程系，获学士学位，同年留校任教；1983年毕业于清华大学土木工程系，获硕士学位，从讲师晋升为副教授；1994年于香港理工大学获博士学位，晋升为研究员，教授。
辛克贵曾任清华大学土木工程系副系主任、系主任、土木水利学院副院长，常务副院长，教授，博士生导师。在任其他学术兼职有：茅以升科技教育基金会，常务理事；中国力学学会《工程力学》编委会，编委；中国金属结构学会模板与脚手架委员会，专家组成员；北京市土木工程学会；中国土木工程学会会员。
辛克贵曾获国家级教育教学成果一等奖，教育部科技进步一等奖；清华大学学术论文奖、首届北京市青年优秀科技论文三等奖、北京市学术成果奖国家教委科技进步奖一等奖（甲类）、国家教委科技进步奖三等奖、北京市教育教学成果一等奖、清华大学教学成果一等奖等众多奖项。

## 学术著作
- [1]龙驭球,辛克贵．广义协调元. 土木工程学报,1987,20(1):1-14
- [2]Long Yuqiu,Xin Kegui．Generalized conforming elements (in Chinese). Journal of Engineering Construction, 1987, 20(1): 1-14 (in Chinese)
- [3]Long Yuqiu, Xin Kegui. Generalized conforming elements for bending and buckling analysis of plate. Finite Elements in Analysis and Design, 1987, 5: 15-30
- [4]W. Y. Li, K. G. Xin, Analysis of Thin-Walled Members by Complementary Energy Method Using Spline Function, J.of Thin-walled Structures, Vol.14, No.4, 327-342, 1992.
- [5]辛克贵,何铭华,分布粘聚元的系统理论研究,工程力学,28: 109-128,2011
- [6]K. G. Xin (etc.), A Semi-Discrete Method for Analysis of Tube-in-Tube Structures, Computers & Structures, Vol.53, No.2, 319-325, 1994.
- [7]辛克贵,薄壁结构分析的半离散解法,工程力学,59-70，1995年。
- [8]王书纯,辛克贵,受偏压作用薄壁结构的稳定分析,工程力学， Vol. 3，527-537，1999年。
- [9]辛克贵,王书纯,考虑剪切变形的薄壁杆件稳定分析，工程力学，Vol. 17， No.1，47-56，2000年。
- [10]吴秀水,辛克贵,姜美兰，横向荷载作用下薄壁杆件稳定分析的有限杆元法，工程力学，Vol. 18，No. 1，47-55，2001年。
- [11]辛克贵,姜美兰,薄壁杆件稳定分析的样条有限杆元法，清华大学学报（自然科学版），Vol. 41，No.45，235-239，2001年。
- [12]李华煜、辛克贵，采用分段样条插值的半离散方法分析薄壁杆件，工程力学，Vol. 9， No. 3，8-22，1992年。
- [13]辛克贵,刘钺强,杨国平，大跨度斜拉桥恒载非线性静力分析，清华大学学报（自然科学版），Vol. 42，No.6，818-821，2002年。
- [14]辛克贵,钱良忠,高层简体结构的整体稳定及二阶位移分析，清华大学学报（自然科学版），Vol. 43，No.10，1386-1389，2003年。
- [15]李琰,辛克贵,薄壁曲梁结构的横向稳定分析，工程力学，Vol. 22，No. 1，069－075, 2005年。
- [15]赵文武,辛克贵,预应力混凝土斜拉桥自适应施工控制分析，工程力学，Vol.23，No. 2，78~84，2006年。
- [17]辛克贵,冯仲,大跨度斜拉桥的施工非线性倒拆分析，工程力学，Vol.21，No.5，2004年。

## 教材著作
- 《结构分析实用程序》,1985年
- 《结构矩阵分析和程序设计》,1989年
- 《结构力学》,2000年
- 《结构力学》,2008年
- 《结构力学》,2012年